# رودخانه کلرادو (تگزاس)
رودخانه کلرادو (به انگلیسی: Colorado river) رودی در تگزاس است.

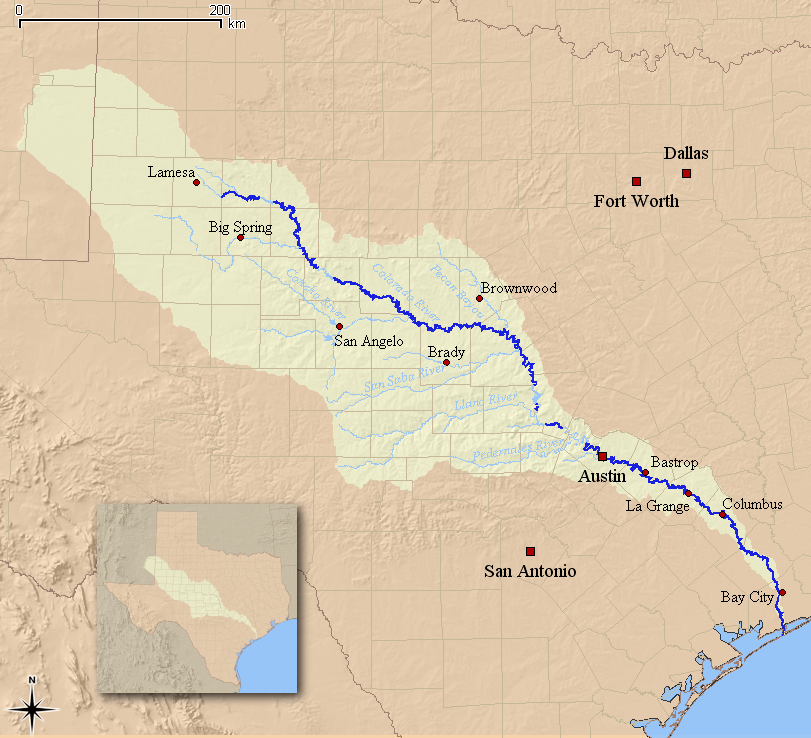
حوزه آبریزی رودخانهٔ کلرادو

این رودخانه با ۱۳۸۰ کیلومتر درازا، از نظر طول هجدهمین رودخانهٔ آمریکاست و پس از عبور از شهرهای آستین، بستروپ، لاگرانج، کلمبوس و بِی‌سیتی به خلیج مکزیک می‌ریزد. از سرچشمه تا دهانهٔ این رود تماماً داخل ایالت تکزاس قرار دارد.

## نگارخانه

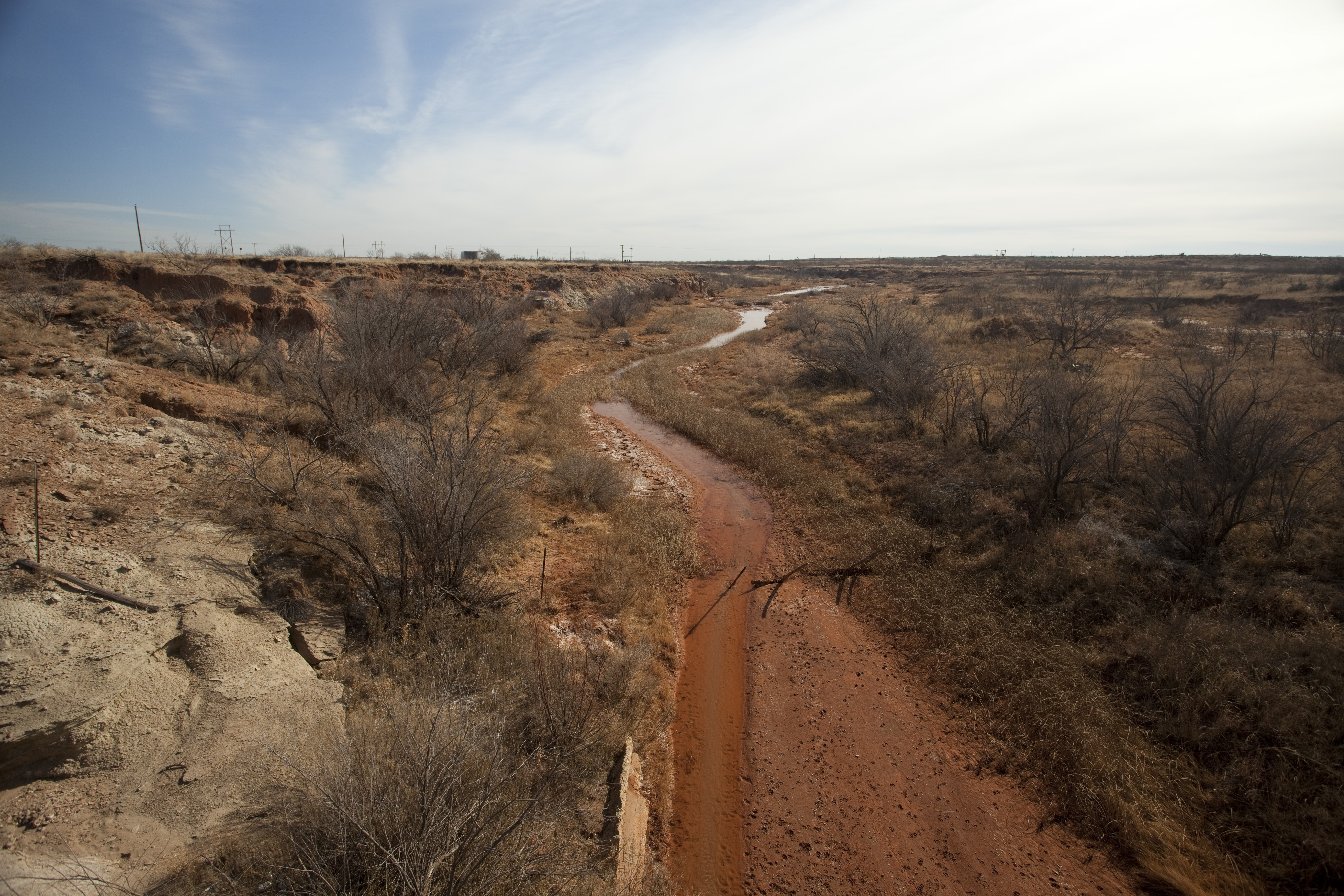
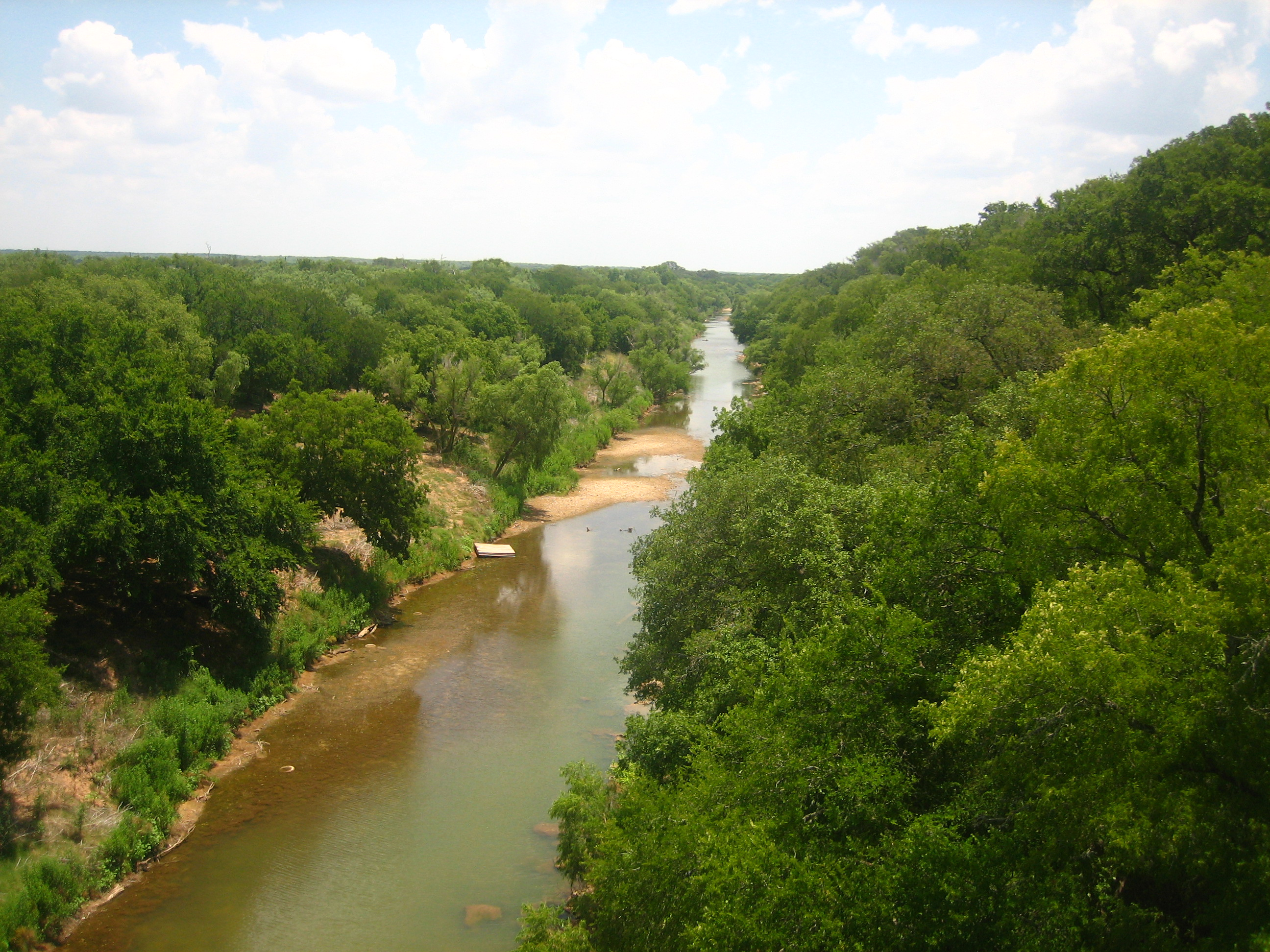
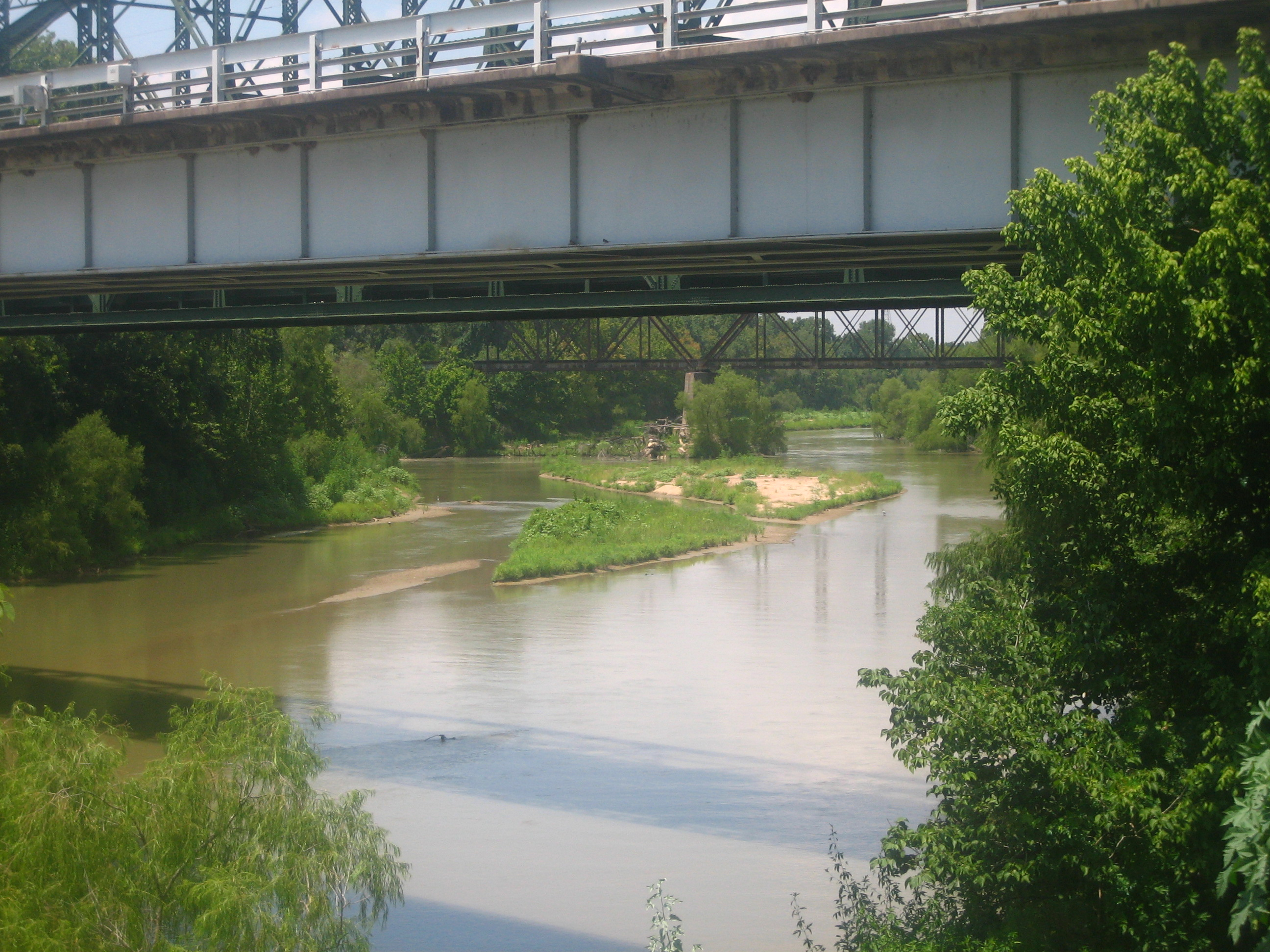
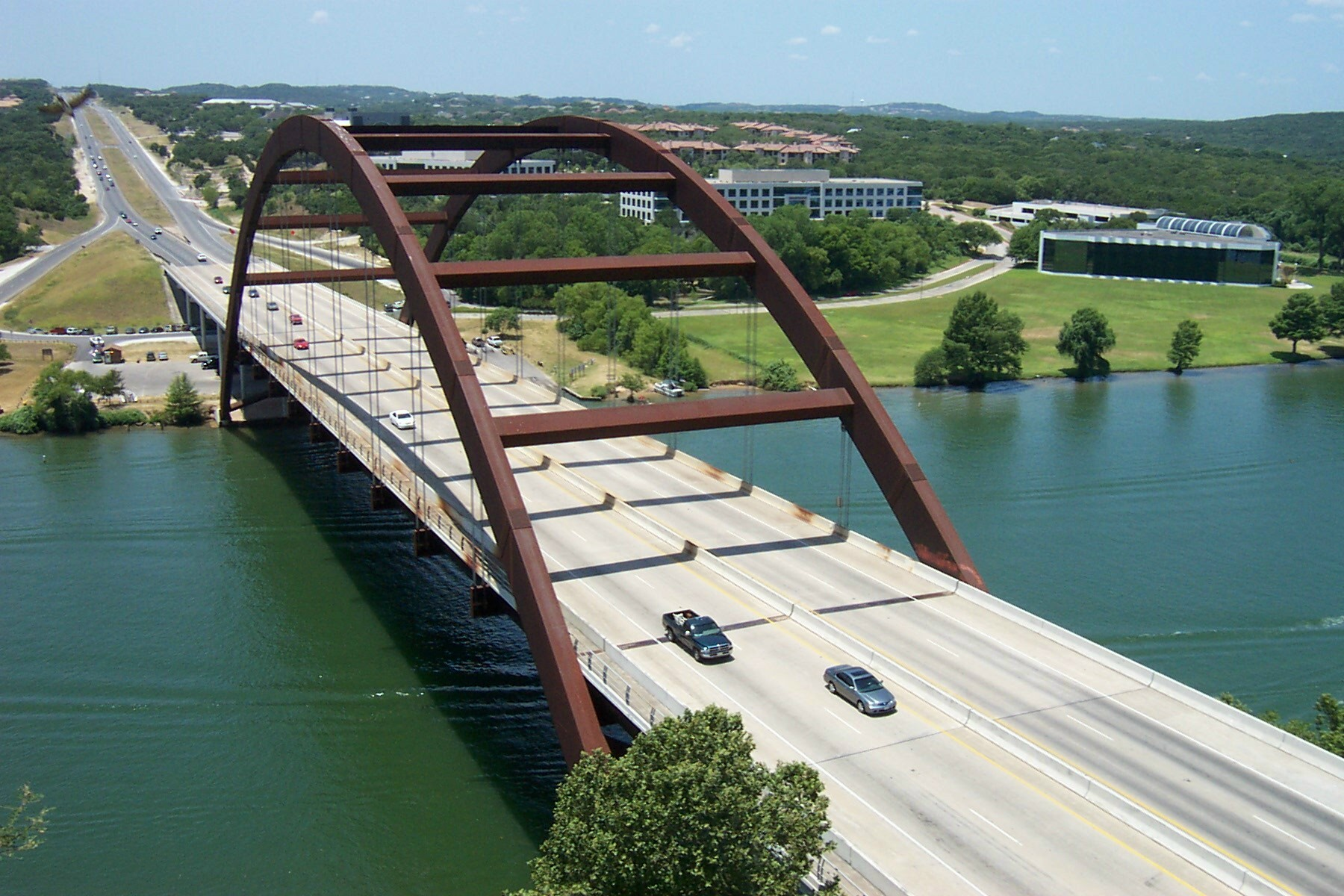
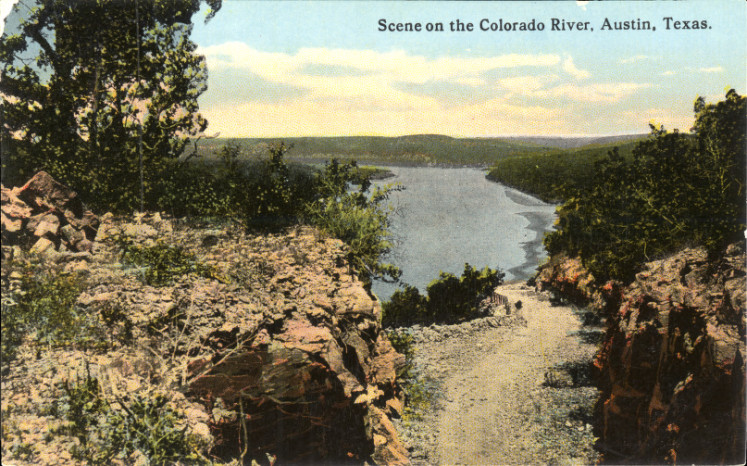